# 瑠奈璃亜
瑠奈 璃亜（るな りあ）は、日本のイラストレーター。男性。

## 主な作品

### 挿絵
- 寄生彼女サナ（『ガガガ文庫』、原作：砂義出雲）
- 白奈さん、おいしくいただいちゃいます（『電撃文庫』、原作：似鳥航一）
- 魔法戦争（『MF文庫J』、原作：スズキヒサシ）
- 萌えるゴミは火曜日に。（『一迅社文庫』、原作：川波無人）
- フロムエース（『富士見ファンタジア文庫』、原作：尼野ゆたか）
- くじ引き特賞：無双ハーレム権（『GA文庫』、原作：三木なずな）
- デッド・オア・ヴァンパイア（『Novel 0』、原作：スズキヒサシ）
- 魔術学園領域の拳王（）（『富士見ファンタジア文庫』、原作：下等妙人）
- 超難関ダンジョンで10万年修行した結果、世界最強に 〜最弱無能の下剋上〜（『モンスター文庫』、原作：力水）
- 魔女狩り少女のぼっち卒業計画 孤高の対魔女兵器、女子校に潜入する（『富士見ファンタジア文庫』、原作：熊谷茂太）

### ゲームイラスト
- 残暑お見舞い申し上げます。
- めちゃ婚!